# Noeetomima nepalensis
Noeetomima nepalensis är en tvåvingeart som beskrevs av Elisabeth K. Stuckenberg 1971. Noeetomima nepalensis ingår i släktet Noeetomima och familjen lövflugor.
Artens utbredningsområde är Nepal. Inga underarter finns listade i Catalogue of Life.